# Osvald Almqvist
Osvald Almqvist (ur. 2 października 1884 w Trankil w Värmland, zm. 6 kwietnia 1950 w Sztokholmie) – szwedzki architekt.
W latach 1904–1908 studiował w Królewskim Instytucie Technologicznym w Sztokholmie. Był pionierem nowoczesnej architektury w Szwecji. Wraz z Gunnarem Asplundem, Carlem Bergstenem i Sigurdem Lewerentzem od 1910 propagował zasady nowoczesnej architektury. Jego głównymi dziełami są elektrownia w Hammarfors z 1929 i szkoła w Domnarvet z 1930.